# 2010 في رومانيا
فيما يلي قوائم الأحداث التي وقعت خلال عام 2010 في رومانيا.

## سياسة

### تعيين في المنصب
- 21 فبراير – فيكتور بونتا Leader of the Social Democratic Party ‏.

## رياضة
- 7 مايو – دوري الدرجة الأولى الروماني 2009–10 الفائز سي إف آر كلوج.

## وفيات

### فبراير
- 25 فبراير – جورجي غاستون مارين (مواليد 1918) سياسي روماني.

### مارس
- 9 مارس – جورجي كونستانتين (مواليد 1932) لاعب كرة قدم.
- 17 مارس – فيرينك لاسلو (مواليد 1937) موسيقي مجري.

### أبريل
- 4 أبريل – لاجوس بالنت (مواليد 1929)
- 27 أبريل – جورج غروس (مواليد 1941) لاعب كرة قدم أمريكية من الولايات المتحدة الأمريكية.

### مايو
- 26 مايو – جيان كونستانتين (مواليد 1928)

### يونيو
- 23 يونيو – ماغدا فرانك (مواليد 1914) نحاتة مجرية-أرجنتينية.

### يوليو
- 29 يوليو – نيكولاي بوبيسكو (مواليد 1937) رياضياتي روماني.

### أغسطس
- 21 أغسطس – غيورغي أبوستول (مواليد 1913) سياسي روماني.
- 22 أغسطس – جورجي فيات (مواليد 1929) ملاكم روماني.